# Kærlighed og Lotteri
Kærlighed og Lotteri er en dansk stumfilm fra 1919, der er instrueret af Lau Lauritzen Sr..

## Handling
Denne artikel mangler et handlingsreferat. Hjælp os med at skrive det.